# Paso Colorado
Paso Colorado är en ort i Mexiko.   Den ligger i kommunen San Luis de la Paz och delstaten Guanajuato, i den centrala delen av landet, 250 km nordväst om huvudstaden Mexico City. Paso Colorado ligger 2 113 meter över havet och antalet invånare är 256.
Terrängen runt Paso Colorado är varierad. Runt Paso Colorado är det ganska tätbefolkat, med 52 invånare per kvadratkilometer. Närmaste större samhälle är San Luis de la Paz, 5,0 km nordväst om Paso Colorado. Trakten runt Paso Colorado består i huvudsak av gräsmarker.